# Kanton Breidenbach
Der Kanton Breidenbach (Französisch "canton de Breidenbach") war ein Kanton im Département Moselle, der von 1790 bis 1801 bestand.

## Geschichte
1790 entstand im Département Moselle der nach seinem Hauptort Breidenbach benannte Kanton. 1793 wurden die von Frankreich annektierten Gemeinden der ehemaligen Grafschaft Hanau-Lichtenberg in den Kanton Breidenbach eingegliedert, sodass der Kanton nun 6507 Einwohner in 23 Gemeinden hat. 1801 wurde der Kanton Breidenbach aufgelöst. Die Gemeinden werden den benachbarten Kantone Volmunster und Bitche zugeordnet. Nach dem Wiener Kongress wurden 1815 die Grenzen von 1791 wiederhergestellt. Die 1793 erworbenen Gemeinden kamen zum Königreich Bayern. Obersteinbach wurde 1825 an Frankreich übergeben, das den Ort 1833 dem Département Bas-Rhin zuordnete.

## Gemeinden
| Französischer Gemeindename 1802 | Einwohner 1802 | Heutige Gemeindezugehörigkeit | Heutiger Landkreis oder ähnliches |
| ------------------------------- | -------------- | ----------------------------- | --------------------------------- |
| Bousseviller                    | 119            | Bousseviller                  | Arrondissement Sarreguemines      |
| Breidenbach                     | 427            | Breidenbach (Moselle)         | Arrondissement Sarreguemines      |
| Eppenbrunn                      | 436            | Eppenbrunn                    | Landkreis Südwestpfalz            |
| Erlenbrunn                      | 152            | Pirmasens                     | Stadt Pirmasens                   |
| Hilst                           | 176            | Hilst                         | Landkreis Südwestpfalz            |
| Kröppen                         | 394            | Kröppen                       | Landkreis Südwestpfalz            |
| Lengelsheim                     | 453            | Lengelsheim                   | Arrondissement Sarreguemines      |
| Liederschiedt                   | 411            | Liederschiedt                 | Arrondissement Sarreguemines      |
| Loutzviller                     | 147            | Loutzviller                   | Arrondissement Sarreguemines      |
| Ludwigswinkel                   | 295            | Ludwigswinkel                 | Landkreis Südwestpfalz            |
| Niedersimtem                    | 130            | Niedersimten                  | Stadt Pirmasens                   |
| Obersimtem                      | 122            | Obersimten                    | Landkreis Südwestpfalz            |
| Obersteinbach                   | 409            | Obersteinbach (Bas-Rhin)      | Arrondissement Wissembourg        |
| Ohrenthal                       | 50             | Rolbing                       | Arrondissement Sarreguemines      |
| Olsberg                         | 159            | Breidenbach                   | Arrondissement Sarreguemines      |
| Opperding                       | 125            | Rolbing                       | Arrondissement Sarreguemines      |
| Petersbächel                    | 144            | Fischbach bei Dahn            | Landkreis Südwestpfalz            |
| Rolbing et Dorst                | 243            | Rolbing & Walschbronn         | Arrondissement Sarreguemines      |
| Schweix                         | 223            | Schweix                       | Landkreis Südwestpfalz            |
| Schweyen                        | 227            | Schweyen                      | Arrondissement Sarreguemines      |
| Trulben                         | 214            | Trulben                       | Landkreis Südwestpfalz            |
| Waldhouse                       | 358            | Waldhouse                     | Arrondissement Sarreguemines      |
| Walschbronn                     | 725            | Walschbronn                   | Arrondissement Sarreguemines      |